# Marina Tsvetajeva
Marina Ivanovna Tsvetajeva (Russisch: Марина Ивановна Цветаева) (Moskou, 8 oktober 1892 – Jelaboega, 31 augustus 1941) was een Sovjet-Russisch dichteres uit de eerste helft van de twintigste eeuw. Haar werk wordt door andere dichters geprezen om zijn natuurlijkheid en diepgang. Zij liet meer dan duizend gedichten en poëmen, acht toneelstukken, talrijke essays en brieven na, die nog steeds veel worden gelezen. Ze stond bekend om haar zeer sterke en onafhankelijke persoonlijkheid. Haar leven verliep tragisch.

## Biografie

#### Jonge jaren

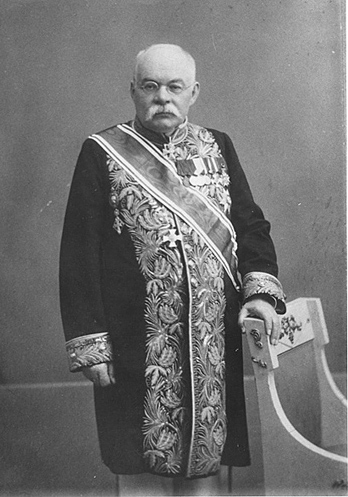
Vader Ivan Vladimirovitsj Tsvetajev

Het gezin waarin Marina Tsvetajeva opgroeide was geen doorsneegezin. Haar vader, Ivan Vladimirovitsj Tsvetajev, was hoogleraar aan de universiteit van Moskou. Zijn levenswerk was de realisatie van een intussen meer dan een eeuw bestaand museum voor beeldende kunst. In eerste instantie was dit bedoeld voor de klassieke beeldhouwkunst. Het werd in 1912 geopend in bijzijn van tsaar Nicolaas II. Sinds 1937 wordt dit het Poesjkinmuseum genoemd. Haar moeder, Maria Alexandrovna Tsvetajeva (geboren: Meyn), was een pianiste van Duits-Poolse afkomst. Zij had concertpianiste willen worden en nu bestemde zij Marina daartoe voor. In haar eerste jaren bracht Marina zo vele uren achter de piano door, maar ook op die leeftijd liet zij zich vele meer boeien door de taal dan door de muziek. Toch had haar vroege muzikale ontwikkeling wellicht effect op haar latere dichtwerk. Haar vader was hertrouwd maar had het verlies van zijn vorige partner niet verwerkt, hetgeen de sfeer in huis beïnvloedde. Marina had een oudere halfzuster en halfbroer, Valeria en Andrej, en een jongere zus Anastasia, roepnaam Asja. Het gezin woonde op een landgoed in de Trjochproednystraat in Moskou in een huis met elf kamers en zonder elektriciteit. Bij de toegangspoort stond een honderdjarige zilverpopulier en om het huis zag men duiven, eenden, seringen, een koetshuis. Zomers verbleef de familie in een datsja in Taroesa (Russisch: Тару́са). Toen Marina veertien jaar was overleed haar moeder. Haar vader verloor ze op haar twintigste. Vertaald werk van Marina over haar jeugd is opgenomen in Herinneringen en Portretten.
Tijdens haar middelbareschooltijd verbleef Marina verscheidene malen in Italië, Zwitserland, Duitsland en Frankrijk. Ze volgde als zestienjarige een zomercursus Franse letterkunde aan de Sorbonne. In 1910 introduceerde de symbolistische dichter Lev Lvovitsj Koblinski (Ellis) haar bij Musagetes, het Genootschap voor Vrije Esthetiek, in de literaire kringen van Moskou. Kort daarna verscheen haar eerste dichtbundel Avondalbum. Dit bracht haar in ontmoeting met de dichter Maximilian Volosjin en sinds 1911 vertoefde ze vaak in Koktebel op de Krim bij hem, zijn familie en andere gasten. Het ontspannen leven daar vormde een contrast met de strengheid en soberheid van thuis. Daar leerde ze ook Sergej Efron kennen en trouwde met hem in januari 1912. Ze kregen twee dochters: Ariadna (roepnaam: Alja) in 1912 en Irina in 1917. Na enkele jaren op de Krim huurden ze in 1914 een appartement aan de Borisoglebskistraat (op nummer 6 in gebouw 3) in Moskou. In dat jaar ontstond een liefdesrelatie tussen haar en Sofia Parnok die tot 1916 zou duren. Ze zou daar twee decennia later in Brief aan de Amazone over schrijven. In de winter van 1915-1916 verbleef ze op initiatief van Parnok in Petersburg en maakte ze kennis met enkele bekende dichters, onder wie Michail Koezmin, Osip Mandelstam en Sergej Jesenin. Met Mandelstam ontstond een vriendschap en ze liet hem haar Moskou zien. Die ervaring zou hem tot nieuwe gedichten inspireren. Anna Achmatova, ook in Petersburg woonachtig, ontmoette zij tot haar spijt toen nog niet. Ze ontkende dat er sprake was van rivaliteit tussen haar en Achmatova, want 'zij schreef juist gedichten voor Achmatova en Achmatova droeg die handgeschreven gedichten altijd in haar tas met zich mee tot er niets dan vouwen en scheuren van over waren'. Achmatova zou dit later 'een welriekende legende' noemen. Ook Aleksandr Blok heeft ze toen gemist. Hem zou ze nooit, 'in de gebruikelijke zin van het woord', ontmoeten.
Vertaald werk van Marina over haar verblijf op de Krim en in Petersburg is opgenomen in Levend over levend.

#### Oorlogscommunisme en emigratie
Na de Oktoberrevolutie in 1917 vluchtte haar man naar het zuiden en sloot zich als officier aan bij het Witte Leger. Marina bleef met haar kinderen in Moskou wonen in haar 'zolderpaleis', de bovenste etage van de Borisoglebskistraat. Zonder inkomen was er al gauw gebrek aan het meest noodzakelijke. Haar woning was slecht verlicht, had deurbel noch slot. Eens liet, volgens Sergej Volkonski, een door haar armoede geschokte inbreker geld bij haar achter. Vaak nam ze van anderen wat ze nodig dacht te hebben, want ze wilde hen niet met gebedel in verlegenheid brengen. Verder verwerkte ze meubels tot brandhout, verkocht spullen om aan voedsel te komen en begaf zich op de Soecharevka- en de Smolensk-markt in het gedrang, onderhandelde, dong af. Ook maakte ze een hongertocht mee naar het gouvernement Tambov. Dit alles bracht haar in aanraking met een ander Rusland en een ander Russisch dan het literaire dat ze kende uit haar jeugd. Het verrijkte haar uitdrukkingsmogelijkheden. Zoals veel schrijvers in die tijd verkocht ze haar werk zelf in de vorm van handgeschreven kopieën. Ze noemde dat: 'Gutenberg overwinnen'. Vertaald werk over deze periode is opgenomen in Ik loop over de sterren.

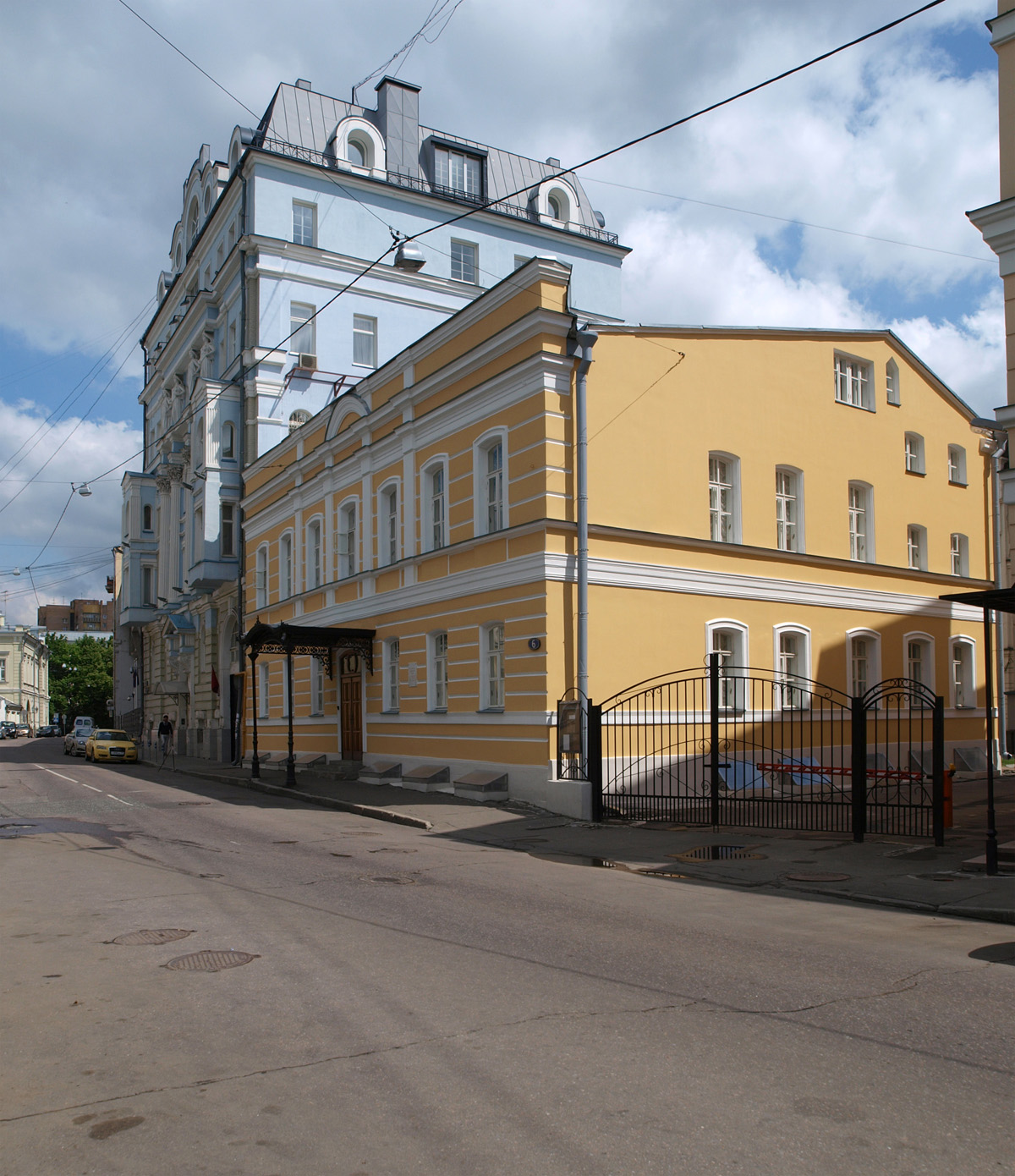
Borisoglebskistraat 6, Moskou

Alja, haar oudste dochter, omschreef (december 1918) haar moeder als 'geen moeder' en als 'iemand met veel ringen aan haar vingers, die soms verloren rondliep en dan opeens wakker leek te worden, begon te praten en ergens heen moest'. Mede als gevolg van de hongersnood overleed Marina's jongste dochter Irina, 'een steeltje met een bloem erboven', in februari 1920 in een kindertehuis bij Moskou. Vrienden en kennissen maakten zich later verwijten, dat ze dit niet hadden voorkomen.
De jaren 1918-1919 waren ook de jaren waarin ze zich voor drama begon te interesseren. Die belangstelling werd gewekt door de beginnend toneelschrijver Pavel Antokolski, die haar introduceerde bij de acteur en regisseur Joeri Zavadski. Maar de grootste indruk maakte de actrice Sofja Holliday (Sonetsjka) die, volgens Tsvetajeva, het publiek
met als rekwisiet alleen een keukenstoel in een monodrama wist te boeien. Ze raakten bevriend en Marina schreef in deze periode, behalve Hartenboer en Sneeuwstorm, een aantal toneelstukken met vrouwelijke rollen die voor haar waren bedoeld: Fortuna, Het avontuur, De stenen engel, De feniks. Later, in emigratie, zou ze de tragedies Ariadna en Phaedra schrijven. In het boek, of preciezer in de verzameling vertaalde essays Tranen groter dan mijn ogen is het essay Verhaal over Sonjetska opgenomen. Bovenstaande periode, Sonjetska en vele anderen, worden daarin door haar op unieke wijze geportretteerd. Sergej Volkonski die ook actief was in de toneelwereld werd rond 1920 een belangrijke inspiratiebron voor haar.
Begin 1921 nam zij deel aan een dichteressenavond. Deze werd georganiseerd en ingeleid door de communist geworden Valeri Brjoesov. De zaal was goeddeels gevuld met sympathisanten van het nieuwe regime en (ex-) militairen. Tijdens de inleiding stelde Brjoesov dat vrouwen alleen over passie en vriendschap konden schrijven, al was er na de omwenteling hoop dat zij zich verder zouden ontwikkelen. Naar eigen zeggen liet Tsvetajeva hierdoor haar keuze bepalen. Zij declameerde lofliederen op het al verslagen Witte Leger. Na ieder gedicht was het eerst verbaasd stil, daarna klonk applaus. Zij eindigde met een ode aan de tsaar.
Na de oorlog was haar man naar Praag uitgeweken. Marina vertrok, met de bedoeling zich bij hem te voegen, met Alja in mei 1922 in eerste instantie naar Berlijn. Ze werd daar opgevangen door Ilja Ehrenburg, die haar introduceerde in het bruisende leven van Russische emigrantenschrijvers, dat zich voornamelijk afspeelde op de Prager Platz in cafe 'Prager Diele'. Ze ontmoette daar onder anderen Andrej Bely. Tussen haar en Ehrenburg ontstond al spoedig een verwijdering, waarschijnlijk omdat hij, in haar ogen, te wisselvallig was tegenover het Sovjetregime. In juni en juli ontwikkelde zich tussen haar en Aleksandr Visjnjak, redacteur en leider van emigrantenuitgeverij Helikon, een amoureuze relatie. Het literaire gevolg daarvan was de gebundelde correspondentie: Negen brieven met een achtergehouden tiende en een ontvangen elfde. Een ander gevolg was dat het weerzien met Sergej Efron, door tegenslagen pas half juni uit Praag overgekomen, vertroebeld werd. Toch vestigden zij zich in augustus in de omgeving van Praag. In 1923 zou Tsvetajeva de dichtbundel Het ambacht door Helikon laten uitgeven, met daarin de cyclus De jongen.
In haar Praagse tijd ontstonden nieuwe problematische liefdesaffaires: Een schriftelijke met de literaire criticus Aleksandr Bachrach uit Berlijn en een lichamelijke met Konstantin Rodzevitsj. De correspondentie met Bachrach resulteerde in Het uur van de ziel. De teleurstelling van de abrupt afgebroken relatie met Rodzevitsj was aanleiding voor het schrijven van het Poëem van het einde (opgenomen in Werken). In februari 1925 beviel Marina van een zoon: Georgi (roepnaam: Moer). Later dat jaar (november) vestigde het emigrantengezin Efron zich in Parijs, omdat de publicatiemogelijkheden voor Marina daar groter zouden zijn. Marina correspondeerde in die tijd met Rainer Maria Rilke en Boris Pasternak. Ze schreef naar aanleiding van het overlijden van Rilke, december 1926, het gedicht "Novogodnjeje", vertaald als Nieuwjaars-groet, -brief of -wens. Joseph Brodsky meent in zijn uitvoerig essay Voetnoot bij een gedicht dat dit een mijlpaal is, niet alleen in haar werk, maar in de Russische dichtkunst in het algemeen.
Aanvankelijk werd ze in de kringen van de Russische emigranten gewaardeerd. Een voordrachtsavond van Marina in Parijs bijvoorbeeld trok zoveel publiek dat de ramen van de zaal werden opengezet, zodat degenen die niet meer naar binnen konden de avond toch konden meemaken. Maar allengs traden er spanningen op. Zo schreef zij in de herfst van 1928 een open brief aan de door haar gewaardeerde Sovjetdichter Vladimir Majakovski, hetgeen haar in het emigrantenmilieu publicatiemogelijkheden kostte. Wel bleef zij steun ondervinden in de contacten met de ook uitgeweken Sergej Volkonski, die sinds 1926 directeur van het Russische conservatorium in Parijs was. In de jaren dertig zou zij veel autobiografisch, essayistisch en biografisch proza schrijven om in een schamel onderhoud van haar en de haren te kunnen voorzien. Intussen deden sinds haar vertrek, volgens Pasternak, haar nieuwe gedichten in Moskou in handschrift de ronde.

#### Terugkeer en suïcide
Tsvetajeva keerde in juni 1939 terug naar de Sovjet-Unie. Deze beslissing werd naast isolement, armoede, heimwee en zorgen over de toekomst van haar zoon vooral ingegeven door de in de jaren dertig veranderde houding van haar man jegens de Sovjet-Unie. Hij werd op den duur in Frankrijk verdacht van spionage en betrokkenheid bij moord en voelde zich in 1937 gedwongen terug te gaan. Haar dochter Alja was al eerder in datzelfde jaar naar Rusland teruggekeerd. Twee maanden na Marina's terugkeer en hun hereniging werd Alja gearresteerd en uiteindelijk verbannen naar een dorpje in Siberië. De arrestatie van Sergej volgde in oktober 1939. Hij werd beschuldigd van pogingen door middel van infiltratie in de geheime dienst het communistische regime te ondermijnen, ter dood veroordeeld op 6 juli 1941 en uiteindelijk op 16 oktober 1941 in de Lubjanka-gevangenis gefusilleerd. Marina heeft nog geprobeerd hun lot te verlichten door het sturen van pakjes en het schrijven van een brief aan Jozef Stalin.
Voor enkele minuten terug in de Trjochproednystraat zag ze dat alleen de oude zilverpopulier er nog stond. Marina probeerde zich met vertalingen in leven te houden maar kon zich uiteindelijk maar nauwelijks handhaven in Moskou. In juni 1941 ontmoette ze na bemiddeling van Pasternak, voor het eerst en het laatst, Anna Achmatova. Hun voorafgaande telefooncontact verliep volgens Achmatova absurd: 'Eén dichter is goed, twee een ramp'. Daarna, begin augustus - de Tweede Wereldoorlog was nu ook voor Rusland definitief begonnen - vertrok Marina met haar zoon als evacué naar Jelaboega, een stad ongeveer 800 kilometer ten oosten van Moskou. Vermoedelijk veronderstelde ze dat, ten gevolge van haar onafhankelijkheid, de aandacht van de autoriteiten op haar gericht was en dat zij daardoor een bedreiging was voor zijn toekomst. Ze maakte daarom op 31 augustus 1941 door verhanging, 'mijn ogen zoeken naar een haak', een einde aan haar leven. Ze werd begraven in Jelaboega, maar waar haar graf precies ligt is niet bekend. Haar zoon wist, zo blijkt uit zijn dagboeken, tot augustus 1943 de autoriteiten te ontlopen. Daarna sneuvelde hij als militair in het Rode Leger, waarschijnlijk in de zomer van 1944 in Wit-Rusland. Alja's verbanning werd in 1955 opgeheven. Eenmaal in vrijheid zette zij zich tot haar dood in 1975 in voor het behoud en de verspreiding van het werk van Marina Tsvetájeva.
Ook Ilja Ehrenburg, die in de Sovjet-Unie een invloedrijk man was geworden, zette zich vanaf 1957 in voor de publicatie van haar werk.

## Eigenschappen van haar werk
Een belangrijk kenmerk van haar lyriek is haar beheersing van alle lagen van het Russisch, van Kerkslavisch en sprookjesidioom tot en met de taal van de Smolenskmarkt. Tezamen met haar grote aandacht voor klank- en betekenisassociaties, metrum en ritme, weet ze al deze elementen zodanig in een gedicht samen te brengen dat ze elkaar op een natuurlijke manier versterken.
Volgens Brodsky wordt bij Tsvetajeva, evenals bij Achmatova maar in tegenstelling tot de meeste Russische schrijvers, het individu niet ondergeschikt gemaakt aan de betekenis of het doel van de geschiedenis. Tsvetajeva is daardoor in staat om zonder terughoudendheid het individu in zijn omstandigheden centraal te stellen.
Blijkens het muurgedicht in Leiden (geschreven in 1913) was Tsvetajeva zich al vroeg bewust van de hoge kwaliteit van haar werk, maar veronderstelde ze dat de meeste van haar lezers dat pas later zouden ontdekken. Volgens Brodsky, in zijn essay over haar gedicht Nieuwjaarsgroet, gaan grote dichters zoals Tsvetajeva in hun ontwikkeling zich op een steeds kleinere groep lezers richten tot op den duur alleen een ideale lezer overblijft.
Ook haar essays hebben de ongewoon grote uitdrukkingskracht van een dichter.
Ze wordt in haar vroege schrijverschap vaak ingedeeld bij het Russisch symbolisme. Maar ook in die jaren had ze al grote belangstelling voor het werk van andere dichters, zoals Achmatova en Mandelstam. Wellicht kan men zeggen dat ze deze indeling in de loop van haar schrijverschap ontsteeg.

## Herinnering, invloed, waardering
Marína Tsvetájeva wordt beschouwd als een van de toonaangevende Russische dichters van de 20e eeuw.
Boris Pasternak schreef in zijn autobiografisch essay: "Je moest diep in haar werk doordringen. Toen ik dit deed, stond ik versteld van de afgrond van zuiverheid en kracht die zich voor mij opende. Nergens om mij heen vond ik iets dat daarmee te vergelijken was. Ik geloof niet dat ik overdrijf, wanneer ik zeg: met uitzondering van Innokenti Annenski en Aleksandr Blok, en, met zekere beperkingen Andrej Bely was de vroege Tsvetajewa precies wat de andere symbolisten bij elkaar genomen zo graag hadden willen zijn, maar niet konden bereiken. Daar, waar hun literatuur in een wereld van bedachte schema's en levenloze archaïsmen machteloos rond spartelde, steeg Tswetajewa moeiteloos boven alle problemen van de werkelijke creativiteit uit, en wist de erdoor gestelde taken spelenderwijs en met weergaloos technisch brio te vervullen."

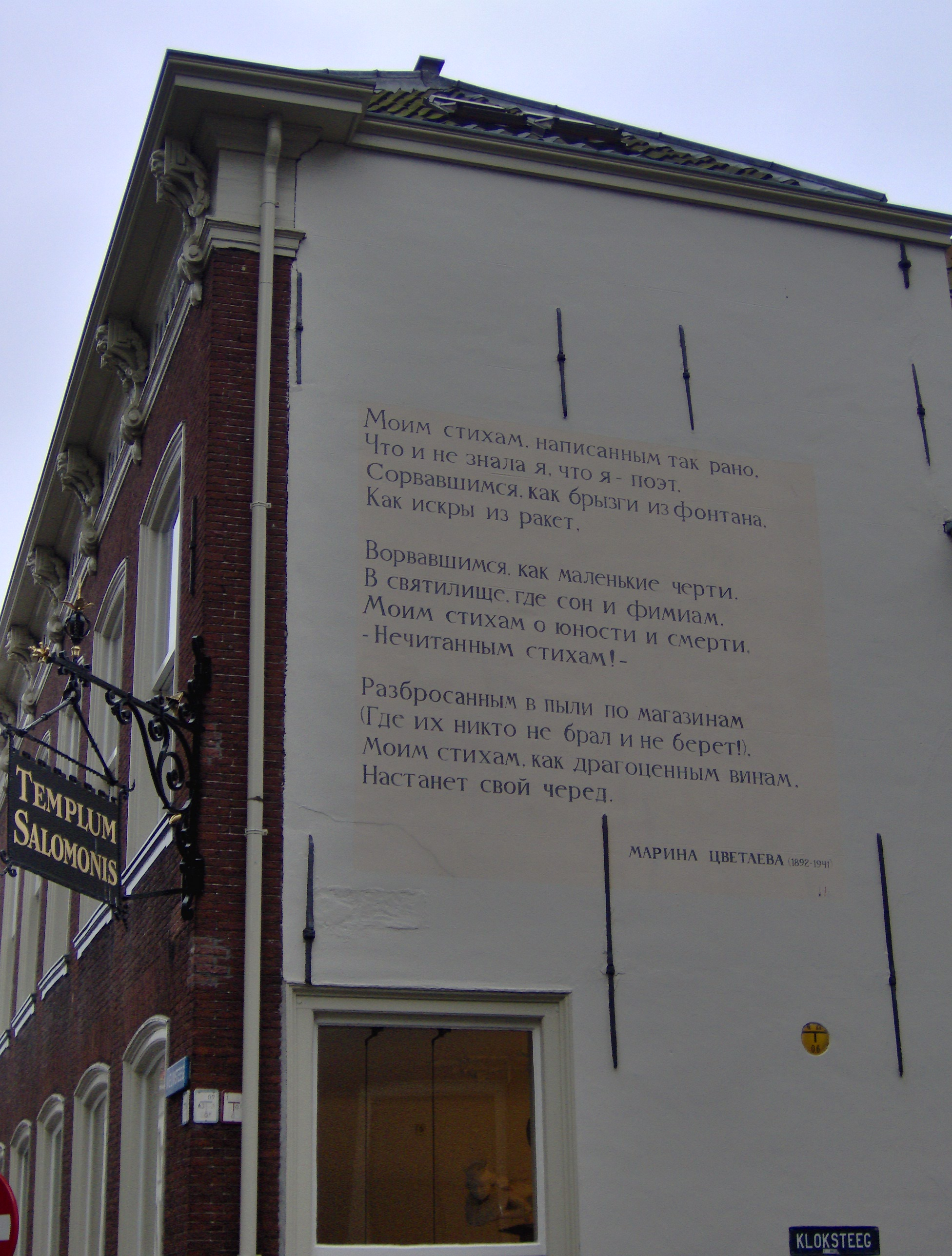
Muurgedicht Mijn verzen van Marina Tsvetajeva, Nieuwsteeg 1, Leiden

Lidija Tsjoekovskaja memoreerde dat Achmatova haar op 2 juli 1960 enkele foto's liet zien, waarvan een van haarzelf en een van Tsvetajeva. Zij vroeg: "Herkent u hem?" Tsjoekovskaja begreep de vraag niet. "Herkent u de broche? Het is dezelfde. Ik heb hem van Marina gekregen." Tsjoekovskaja keek en het was inderdaad zo. Het was dezelfde broche op de jurk van Tsvetajeva en Achmatova.
En het was dezelfde broche die Achmatova in De echte twintigste eeuw memoreerde op de vloer van het Mariinskitheater te hebben laten stukvallen.
Anna Achmatova karakteriseerde Marina Tsvetajeva als iemand die opging in het bovenverstandelijke. Ze omschreef haar als "dolfijnachtig", een term die ze ontleende aan een uitspraak van Cleopatra over Antonius in het naar hen genoemde toneelstuk (Akte 5.2) van Shakespeare.
Nadezjda Mandelstam, de vrouw en sinds 1938 weduwe van Osip Mandelstam, schreef in het Tweede boek van haar memoires over haar: 'Ze was volslagen en verbluffend geheimzinnig. Overal en in alles zocht zij naar extase en volheid van gevoelens, niet alleen in liefde, maar ook in verlatenheid, eenzaamheid en mislukking.'
Marko Fondse, schrijft in het nawoord van Werken: "Haar ingeschapen minachting voor ideologie die in wezen verwante geesten scheidt, deed haar dwars door alle scheidslijnen heenlopen. Midden in de Eerste Wereldoorlog leest ze in Petersburg publiekelijk een anti-oorlogsgedicht voor, dat tegelijk een verheerlijking van de Duitse beschaving is."
Joseph Brodsky noemde, bij zijn Nobelprijslezing, Achmatova, Mandelstam en Tsvetajeva als Russische dichters zonder wie hij als schrijver weinig waard zou zijn geweest.
In het weidse landschap bij Taroesa aan de Oka en in Moskou aan de Borisoglebskistraat staan beelden ter nagedachtenis aan haar.

## Werk
Dichtbundels
- 1910 Avondalbum
- 1912 Toverlantaarn
- 1921 Mijlpalen
- 1922 Verzen aan Blok
- 1923 Het ambacht
- 1928 Na Rusland
- 1932 Verzen aan mijn zoon
- 1957 Zwanenkamp (politieke gedichten geschreven tussen 1917 en 1921)

Poëmen
- 1914 Tovenaar (opgedragen aan haar zus Anastasia)
- 1921 Op een rood paard (opgedragen aan Anna Achmatova)
- 1924 Poëem van de berg (gericht aan Konstantin Rodzevitsj)
- 1924 Poëem van het einde (naar aanleiding van de breuk met Konstantin Rodzevitsj)
- 1925 De rattenvanger (als metafoor voor de Poëzie die wraak neemt op banaliteiten in het dagelijks leven)
- 1926 Van de zee (een poëtische brief aan Boris Pasternak)
- 1926 Poging van een kamer. (gericht aan Boris Pasternak en Rainer Maria Rilke)
- 1926 Poëem van de trap (naar aanleiding van de armoede in Parijse buitenwijken)
- 1927 Nieuwjaarsgroet (gericht aan Rainer Maria Rilke)

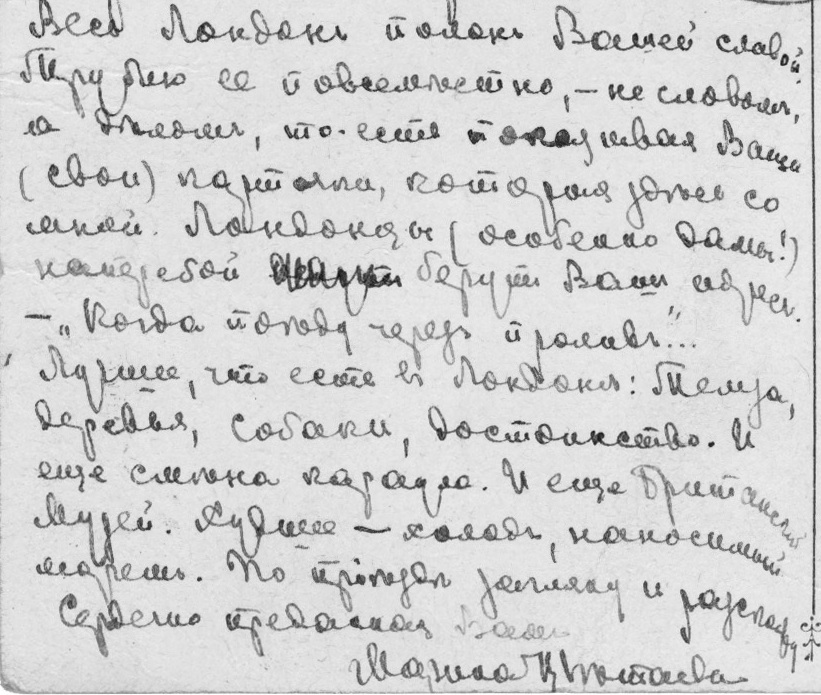
fragment handschrift Tsvetajeva uit 1926

- 1927 Poëem van de lucht (naar aanleiding van de trans-Atlantische vlucht van Charles Lindbergh)
- 1928 De rode stier (naar aanleiding van de dood van een broer van haar vriendin Vera Zavadskaja)
- 1929 Perekop (opgedragen aan haar man)
- 1930 Siberië (oorspronkelijk bedoeld als proloog van het Poëem over het gezin van de tsaar)
- 1936 Poëem over het gezin van de tsaar
- 193? De autobus

Sprookjespoëmen
- 1920 De Tsaar-Jonkvrouw
- 1922 Steegjes
- 1922 Mólodets (De jongen / De waaghals)

Toneelwerk

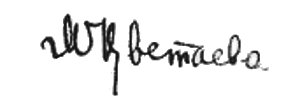
Handtekening uit 1941

- 1918-1919 Hartenboer; Sneeuwstorm; Een avontuur; Fortuna; De Stenen Engel; Een feniks
- 1924 Ariadna
- 1927 Phaedra

Proza
- Autobiografisch, essayistisch en biografisch proza
- Eindeloos veel brieven

## Werk in Nederlandse vertaling
- Marina Tsvetajeva, Zwanenkamp. (Vert. Jos Holtzer en Lena Lubotsky). Amsterdam, Pegasus, Slavische Cahiers nr. 37, 2020. ISBN 978-90-6143-468-9.
- Marina Tsvetajeva, Tranen groter dan mijn ogen. (Vert. Jos Holtzer en Lena Lubotsky). Amsterdam, Pegasus, 2016. ISBN 978-90-6143-426-9. Hierin is opgenomen het 'Verhaal over Sonjetska'.
- Marina Tsvetajeva, Sprookjespoëmen 1920-1922. (Vert. Jos Holtzer en Lena Lubotsky). Amsterdam, Pegasus, 2015. ISBN 978-90-6143-399-6.
- Marina Tsvetajeva, De Jongen. (Vert. Jos Holtzer en Lena Lubotsky). Amsterdam, Pegasus, Slavische Cahiers nr. 17, 2013. ISBN 978-90-6143-378-1.
- Anna Achmatova, Vladimir Majakovski en Marina Tsvetajeva, Ode aan de voetganger. Amsterdam, Van Oorschot, 2013. ISBN 978-90-2825-092-5
- Marina Tsvetajeva, Theater. (Vert. Jos Holtzer). Delft, Eburon, 2012. ISBN 978-90-5972-561-4
- Marina Tsvetajeva, Phaedra. (Vert. Jos Holtzer). Amsterdam, Pegasus & Stichting Slavische Literatuur, 2011. ISBN 978-90-6143-362-0
- Marina Tsvetajeva: Ik loop over de sterren : schetsen, dagboekfragmenten en brieven over de Russische Revolutie. (Samen., inl. en comm. Irina Grivnina ; vert. Anne Stoffel). Amsterdam, De Bezige Bij, 2000. ISBN 90-234-3869-8
- Marina Tsvetajeva: Werken. (Vert. Margriet Berg, Marko Fondse, Anne Stoffel en Marja Wiebes, red. Tom Eekman). (Lyriek, poëma's, aantekeningen, nawoord van Marko Fondse: o.a biografische schets van Tsvetajeva, kwaliteiten van haar dichtwerk en over de technische aspecten van het vertalen daarvan). Amsterdam, Van Oorschot, 1999. ISBN 90-282-0949-2
- Marina Tsvetajeva: Nieuwjaarsgroet. (Vert. Jattie Enklaar-Lagendijk). Baarn, Arethusa Pers, 1998. Geen ISBN
- Marina Tsvetajeva: Levend over levend. (Voor- en naw.: Irina Grivnina ; vert.: Anne Stoffel) Amsterdam, De Bezige Bij, 1996. ISBN 90-234-3573-7
- Marina Tsvetajeva: Wat zijn mij wolken nog en wegen. (Vert. Margriet Berg, Marko Fondse, Anne Stoffel en Marja Wiebes). Amsterdam, Van Oorschot, 1995. ISBN 90-282-0864-X
- Marina Tsvetajeva: Negen brieven met een achtergehouden tiende en een ontvangen elfde. (Vert. en naw. Jan Robert Braat). Amsterdam, Uitgeverij Pegasus, 1992. (Eerdere editie: 1985) ISBN 90-6143-238-3
- Marina Tsvetajeva : Jouw tedere mond, een en al kus. (Vert.: Toos van Aken et al.) Amsterdam, Prometheus, 1992. ISBN 90-5333-109-3
- Marina Tsvetajeva : Het uur van de ziel. (Vert. en naw. van Petra Couvée en Jan Timmers). Leiden : Plantage - Gerards & Schreurs, 1990. ISBN 90-73023-04-1
- Kwartet: Osip Mandelstam, Anna Achmatova, Marina Tsvetajeva en Boris Pasternak. (Vert. Charles B. Timmer. Amsterdam, De Arbeiderspers, 1982. ISBN 9029548703
- Marina Tswetajewa: Brief aan de amazone. (Vert. door Gertrude Starink, red. Sylvia Bodnár). Utrecht, Vrouw Holle, 1982. ISBN 90-6518-003-6
- Laura Starink: Anna Achmatova en Marina Tsvetajeva. Boekje samengesteld naar aanleiding van drie radioprogramma's uitgezonden op 17, 24 & 31 maart 1981. Hilversum, KRO kultuur, 1981. Geen ISBN
- Marina Tsvetajeva: Herinneringen en portretten. (Vert. Charles B. Timmer). Amsterdam, Arbeiderspers, 1981. Privé-domein, nr 73. ISBN 90-295-4936-X

## Nederlandstalige publicaties over Tsvetajeva
- Anna Achmatova: De echte twintigste eeuw, autobiografisch proza, p. 129-130. Beschrijving eerste en laatste ontmoeting tussen Achmatova en Tsvetajeva (in Moskou, juni 1941). (Vert. Alissa Leigh en Silvana Wedemann). Amsterdam, 2006, Privé-domein, nr. 249. ISBN 90-295-0051-4
- Victoria Schweitzer: Tsvetajeva, biografie over Marina Tsvetajeva. (Vert. Yolanda Bloemen, Opgenomen gedichten: Marja Wiebes en Margriet Berg). Amsterdam, Bezige Bij, 1996. ISBN 90-234-3532-x
- Ruth Wolf: Vannacht slaap ik met je : Rainer Maria Rilke & Marina Tsvetajeva; een liefde in brieven. Amsterdam, Contact, 1994. ISBN 90-254-0448-0
- Joseph Brodsky: Tussen iemand en niemand, p. 199-268: Voetnoot bij een gedicht. Dit betreft een essay over het gedicht Nieuwjaarswens (Novogodnjeje). (Vert. Frans Kellendonk en Kees Verheul). Amsterdam, Bezige Bij, 1987. ISBN 90-234-3030-1
- Charles B. Timmer: Russische notities, een nieuwe bundel, onder andere p. 82-96: Spelen met woordspelingen. In dit essay wordt ingegaan op de keuzes waar een vertaler voor komt te staan bij vertaling van werk van onder anderen Tsvetajeva. Amsterdam, 1985. ISBN 90-295-4840-1
- Lidija Tsoekovskaja: Ontmoetingen met Anna Achmatova, onder andere p. 261-2. Beschrijving ontmoetingen tussen Achmatova en Tsvetajeva (Moskou, juni 1941). (Vert. Kristien Warmenhoven). Amsterdam, 1982, Privé-domein, nr. 82. ISBN 90-295-4937-8
- Nadjezda Mandelstam: Tweede Boek: onder andere p. 425-435. Beschrijving van een ontmoeting met Tsvetajeva in 1922, van de ontmoeting tussen Tsvetajeva en Achmatova in 1941. (vert. Hans Leerink). Amsterdam 1973. ISBN 90-282-0288-9
- Boris Pasternak: Autobiografisch essay, onder andere p. 47, 78 en 89-94. (vert. Charles B. Timmer). Amsterdam, 1967. Geen ISBN bekend.

## Uitvoeringen (muziek, toneel en voordracht)
- De Poëzie van de zondagmiddag - Marina Tsvetajeva: Voordrachten, omlijst met muziek, in De Nieuwe Liefde, Amsterdam, 8 maart 2015. (zie ook youtube)
- Theater Zuidpool: Phaedra, diverse uitvoeringen in Vlaanderen en Nederland, seizoen 2013-2014.
- Stichting TEGENBEELD : Zwarte droom, vijftig gedichten en hun vertalingen van Marina Tsvetajeva en Anna Achmatova over het water van de Nieuwe Rijn in Leiden ten gehore gebracht door steeds een andere voordrager, mei 2013.
- Dmitri Sjostakovitsj: 6 Liederen op gedichten van Marina Tsvetaeva, alt, orkest, opus 143a. Samen met Symphony no. 14 uitgevoerd door Concertgebouworkest onder Bernard Haitink, mmv Ortrun Wenkel (alt) (oktober 1984). 2 lp's, Decca: 414 410-1